# Florinel Coman
Florinel Teodor Coman (n. 10 aprilie 1998, Brăila, România) este un fotbalist român, care joacă pe post de atacant la Cagliari în Serie A, împrumutat de la Al-Gharafa. Pe plan internațional, are prezențe la națională pentru România Sub-19, România Sub-21, România și România Sub-17.

## Copilăria și junioratul
Coman s-a născut la Brăila, iar părinții lui au plecat să muncească în Spania când el avea 9 ani, băiatul rămânând în grija bunicilor. La acea vreme, el învăța fotbal deja de doi ani la echipa locală Luceafărul Brăila. La 13 ani, a fost primit la Academia „Viitorul” de la Ovidiu, înființată și condusă de Gheorghe Hagi, unde a devenit prieten cu Ianis Hagi, fiul lui Gheorghe Hagi și coleg de generație cu el. În 2014, el s-a remarcat ca cel mai bun jucător și golgheter la a patra ediție a Talent Cup, o competiție la care Hagi a invitat să joace alături de echipa sa echipele de juniori ale altor cluburi importante din țară.

## Cariera profesionistă

### FC Viitorul
Florinel Coman a debutat pentru echipa mare a FC Viitorul în primăvara lui 2015, când a jucat în ultimele minute ale meciului cu Astra Giurgiu, acesta fiind însă singura sa prezență în prima echipă, fiind mai ales trimis la echipa a doua.
În sezonul 2015–2016, Coman a fost reținut în lotul principal și a jucat 10 meciuri, mai ales în primăvară. Sezonul 2016–2017 i-a adus titlul național cu FC Viitorul, el jucând în 28 de meciuri, în care a marcat 6 goluri și a dat 7 pase decisive, dintre care 2 goluri și 5 pase decisive în play-off.
Pentru FC Viitorul, Coman a participat și în meciurile de UEFA Youth League, în care a jucat 7 meciuri în 2 campanii și a marcat 4 goluri, debutând în remiza 2–2 cu FC Minsk, și remarcându-se prin golul marcat pe finalul meciului cu FC Copenhaga și cele două goluri în victoria clară contra lui FC Zürich, dar și prin eliminarea din meciul cu FC Pribram.

### FCSB
Deși și SL Benfica și-a manifestat interesul față de el, în vara lui 2017, Coman s-a transferat la FCSB, în schimbul a 2.000.000 €, contractul său având o clauză de reziliere de 100 de milioane de euro. Comparat la acea dată de către Gheorghe Hagi cu Kylian Mbappé, un tânăr jucător francez foarte mediatizat, patronul FCSB a supralicitat spunând că Coman are în plus driblingul.
În perioada petrecută la FC Viitorul, Coman a fost și unul dintre cei mai frecvent amendați jucători de către conducerea clubului pentru acte minore de indisciplină. Înaintea transferului, s-a vorbit despre el că fumează, consumă alcool și petrece prea multe nopți în cluburi, și chiar înaintea transferului el nu a fost reținut în lot de către Hagi, presa speculând tot acte de indisciplină. Aceasta l-a făcut pe patronul noii echipe să-l avertizeze că nu va putea face performanță fără a renunța la unele vicii.
A debutat pentru FCSB chiar în înfrângerea suferită de aceasta împotriva fostei lui echipe, Viitorul, cu 1–0, meci în care a intrat în a doua repriză în locul lui Dennis Man. Pentru FCSB a jucat atât în campionat cât și în UEFA Europa League, nefăcând o impresie puternică în meciul de debut în cupele europene, cu FC Viktoria Plzeň. Ulterior, el a înscris însă primele două goluri pentru FCSB în campionat în victoria cu 7–0 cu ACS Politehnica Timișoara, apoi ultimul gol în victoria cu 5–2 cu Universitatea Craiova și a spart gheața și în cupele europene, egalând și stabilind scorul final de 1–1 cu Hapoel Be'er Sheva (după ce a exploatat o indecizie a portarului și fundașilor adverși), rezultat ce a consfințit calificarea echipei sale în primăvara europeană.
În meciul de campionat cu Juventus București, Coman a fost introdus după pauză în locul lui Denis Alibec la scorul de 0–0, și a pasat lui Constantin Budescu, care i-a centrat lui Florin Tănase la primul gol, apoi a executat cornerul din care același Tănase a majorat diferența la 2–0, iar la al treilea gol șutul său a fost deviat în poartă de Harlem Gnohéré. Patronul George Becali i-a lăudat prestația și a anunțat cu această ocazie că Florinel Coman s-a lăsat de fumat și urmează antrenamente speciale alături de Tănase, dar și că în pauza competițională de iarnă Coman va fi operat de varice. Operația a avut loc imediat după încheierea sezonului, și jucătorul s-a recuperat până în ianuarie, când însă a suferit o accidentare la glezna dreaptă (suspectă de entorsă) în primul amical al iernii, cu Olimpik Donețk⁠(d).
Dubla din primăvara europeană cu SS Lazio Roma l-a găsit pe Coman în postura de rezervă, echipa câștigând turul cu 1–0, dar fiind surclasată în retur, meci în care Coman a ratat cea mai mare ocazie a echipei sale și după care s-a declarat dezamăgit. Deși încă în curs de recuperare după o accidentare, Becali l-a criticat pe parcursul returului sezonului 2017–2018 pentru randamentul scăzut la antrenament, suspectându-l că încă fumează și ca urmare interzicându-i antrenorului Nicolae Dică să-l includă în lot pentru meciul cu Universitatea Craiova.
Pe parcursul sezonului următor, Becali a continuat să-l critice. Coman s-a confruntat cu o perioadă de ineficiență, abia în decembrie marcând primul său gol pentru echipă după 3 luni de secetă, în meciul pierdut cu Sepsi Sfântu Gheorghe cu 4–2, într-un meci în care, deși era desemnat drept executant al loviturilor libere, a cedat insistențelor lui Raul Rusescu pentru a-l lăsa pe acesta să execute o lovitură liberă în minutul 88. În această perioadă, Coman devenise din nou rezervă, ceea ce l-a nemulțumit și l-a făcut să afirme că la FCSB jucătorii tineri nu au continuitate și nu există nucleul unui „11” de bază; și să-și ofere disponibilitatea de a juca pe mai multe posturi în zona ofensivă.
Deși FCSB a pierdut din nou cursa pentru titlu cu CFR Cluj, în retur forma lui Coman a fost ascendentă, el devenind al doilea marcator al echipei după Harlem Gnohéré. În martie, el declara că, deși i-a trebuit un an, a învățat să se adapteze și să treacă peste criticile constante ale patronului, care au continuat, chiar și la meciuri câștigate, cum ar fi cel cu U Craiova.

## Echipele naționale
Coman a fost convocat pentru naționalele U17 și U19 în perioada 2014–2016. În toamna lui 2017, naționala U21 s-a bazat pe el în campania de calificare la Campionatul European de Tineret din 2019. Acolo, a jucat în toate meciurile, și s-a remarcat prin golul marcat în meciul din deplasare cu Bosnia și Herțegovina, unde a intrat în repriza a doua și, în ciuda scandărilor rasiste adresate lui de suporterii echipei gazdă, a marcat golul de 2–1.
La turneul final, Coman a fost rezervă în primele două meciuri, cu Croația și Anglia, intrând de fiecare dată în locul lui Andrei Ivan. Prestația din meciul cu Croația a fost apreciată, jurnaliștii Gazetei Sporturilor considerând că Florinel Coman „s-a descurcat” și a combinat bine în flancul stâng cu Florin Ștefan. A ieșit însă cu adevărat la rampă în meciul cu Anglia: intrat în minutul 63, la scorul de 0–0, Coman a fost faultat în careu în minutul 76, obținând penalty-ul din care George Pușcaș a deschis scorul, și apoi, în minutul 89 și în minutul 3 al prelungirilor a marcat cele două goluri care au adus victoria echipei lui cu 4–2.